# 琉球節
「琉球節」（りゅうきゅうぶし）は、日本の俗謡。
歌詞は七五調の詩「上り口説（ぬぶいくどっち）」を少し直したものといわれる。琉球が薩摩藩支配下にあった時代、琉球から薩摩に向かう航海を「上り」といい、逆を「下り」と言った。詩は王の命令で薩摩との文化交流を推進していた尾嘉比朝奇の作とされるが、判然としない。このような詩をもとに作られたため、歌詞は大和言葉の七七七五調であり、通常八八八六調の沖縄口語で書かれる沖縄の唄と対照をなしている。
仙台節も「りきう節」と呼ばれることがある。これについて国文学者の藤田徳太郎は、訛って「りきう節」と呼ばれている琉球節との混同であろう、との見解を示している。